# حرای دورنگ
حرّای دورنگ (نام علمی: Avicennia bicolor) یک گونه درخت حرا استوایی از تیرهٔ پاخرسیان (Acanthaceae) است. این گیاه در نواحی ساحلی و دهانه رودخانه در اقیانوس آرام شرقی استوایی، از جنوب مکزیک (چیاپاس) در امتداد سواحل اقیانوس آرام آمریکای مرکزی تا غرب کلمبیا رشد می‌کند.